# Sinojackia xylocarpa
Espèce
Classification phylogénétique
Statut de conservation UICN

 VU B1+2ce, D2 : Vulnérable
Sinojackia xylocarpa est une espèce de plantes à fleurs de la famille des Styracacées. C'est un arbuste originaire et endémique de Chine (Jiangsu).
Nom chinois : 秤锤树

## Description
Il s'agit d'un arbuste à feuilles caduques, de 5 à 7 m de haut.
Les feuilles sont simples, alternes, glabres à l'état adulte, sur un court pétiole (moins de 5 mm) sans stipule. Elles revêtent deux aspects, l'un sur les branches portant les fleurs, de forme ovale et de plus petite taille, de 2 à 5 cm de long sur 1,5 à 2 cm (les feuilles à la base des fleurs sont encore plus petites), l'autre sur le reste de la plante, de forme elliptique et de taille plus grande, de 3 à 9 cm de long sur 2 à 5 cm de large.
Les inflorescences, pendantes, portent 3 à 5 fleurs, d'un blanc très pur de 2 - 2,5 cm de diamètre. La corolle de chaque fleur compte généralement 6 sépales et 6 pétales alternés (mais ce nombre, tant des sépales que des pétales, peut varier de 5 à 8). Les étamines - au nombre de 12 à 14 - sont regroupées autour d'un pistil très blanc de 8 mm de long -, à peu près du double de leur longueur.

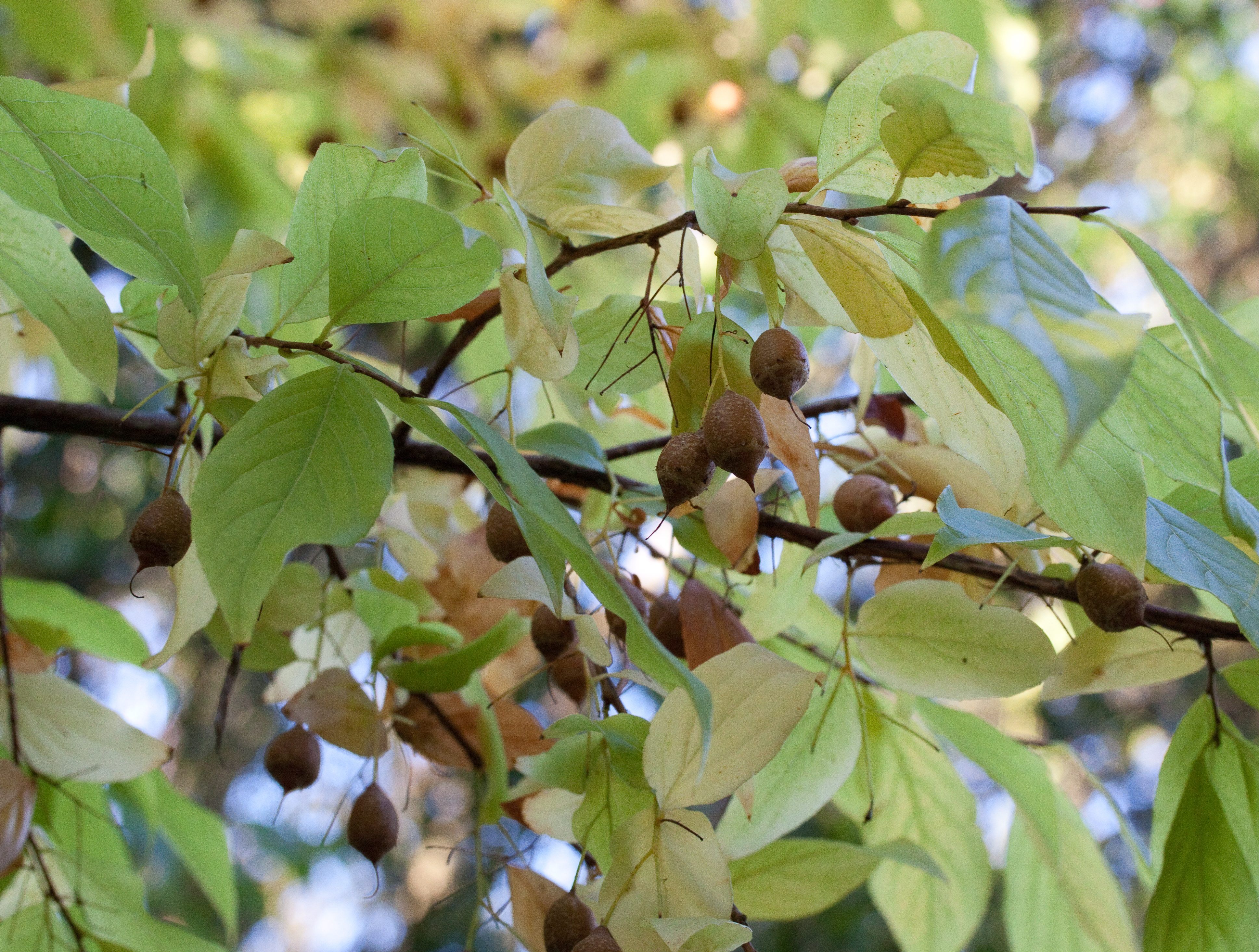
Fruits.

Le fruit est glabre, ovoïde, d'environ 2 cm de long, terminé par un rostre conique apical. Il est divisé généralement en trois locules. Les graines sont brun-foncé, cylindriques et d'environ 1 cm de long.
La plante compte 2n = 24 chromosomes (comme les genres Halesia et Pterostyrax, mais pas comme le genre Styrax qui en compte 2n = 16).
Cette espèce semble s'hybrider naturellement avec Sinojackia rehderiana.
Une nouvelle variété botanique vient d'être répertoriée :
- Sinojackia xylocarpa Hu var. leshanensis L.Q.Luo (2005).

## Répartition
Son habitat naturel se situe dans le Jiangsu, entre 500 et 800 m d'altitude, en lisière forestière.
Son exploitation semble l'avoir fait disparaître de son habitat naturel et sa réintroduction est à l'étude.

## Utilisation
Cette plante, à la floraison délicate et au feuillage clair et agréable au mois de mai, connaît au commencement du XXIe siècle un début de diffusion pour l'horticulture d'ornement en France. Des variétés horticoles commencent à être commercialisées : 'La Grima', 'Linda Carol'...
Cette espèce préfère un substrat plutôt acide et un emplacement modérément ensoleillé. Elle résiste bien au froid (-20 °C).

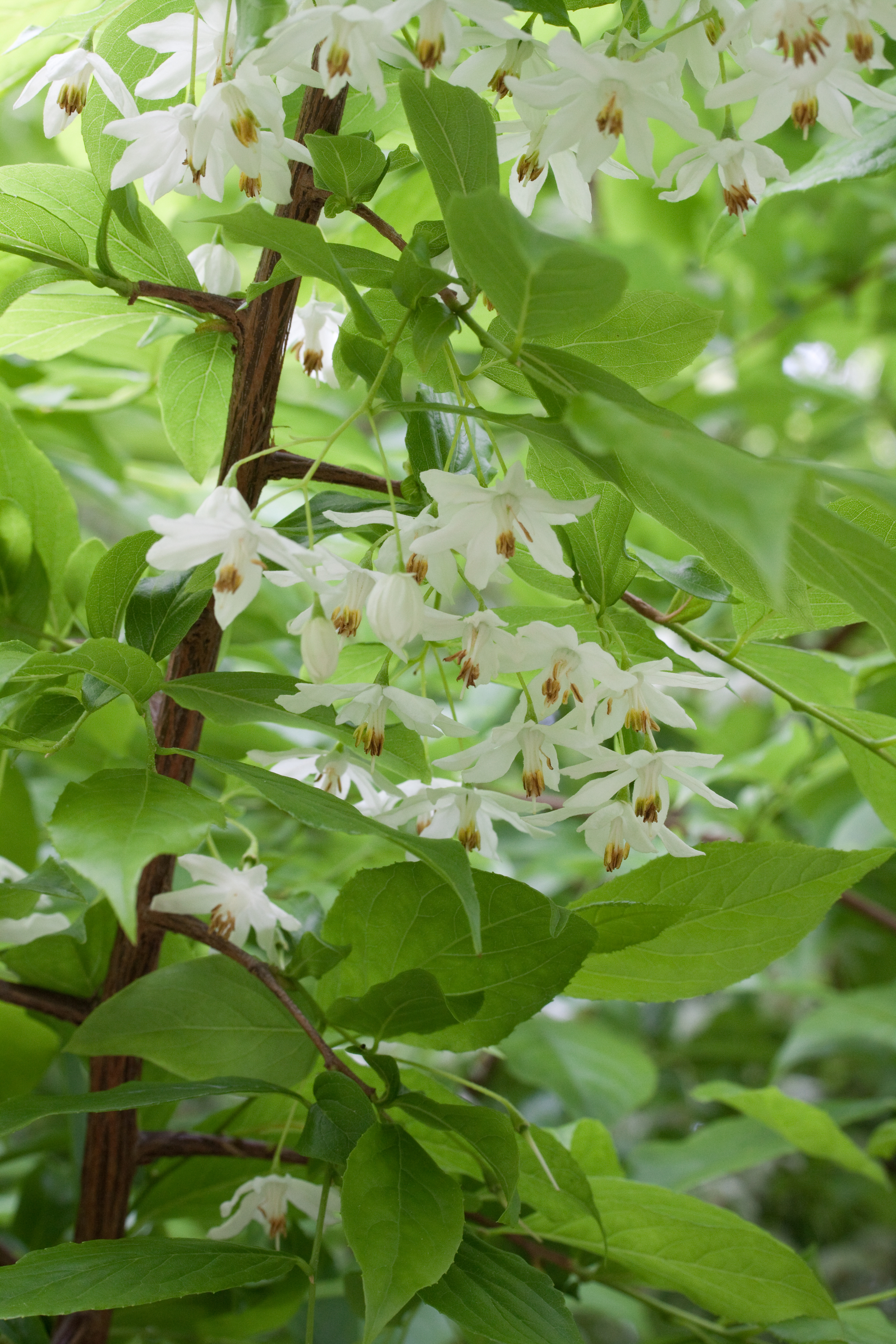
Floraison.
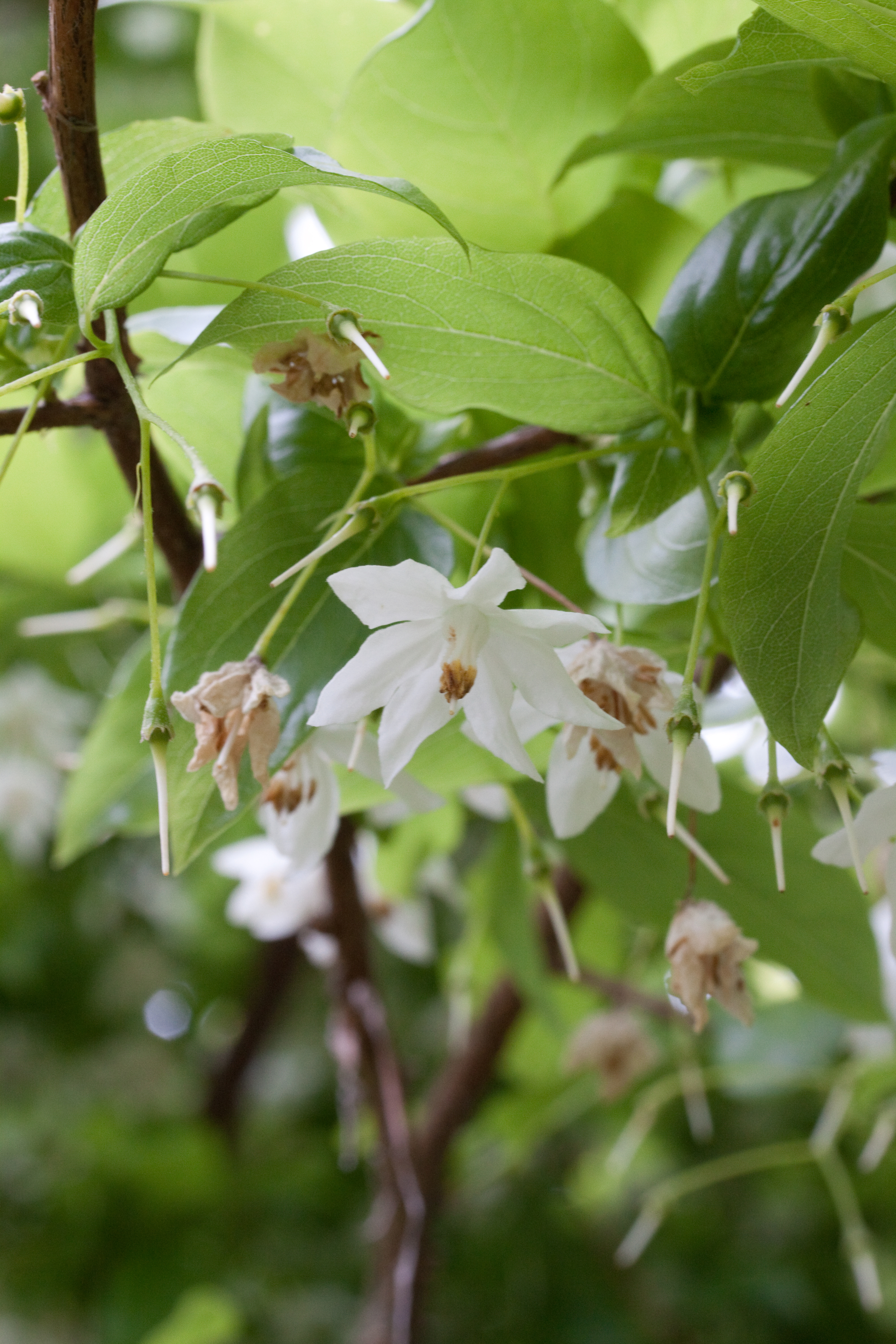
Fleurs.
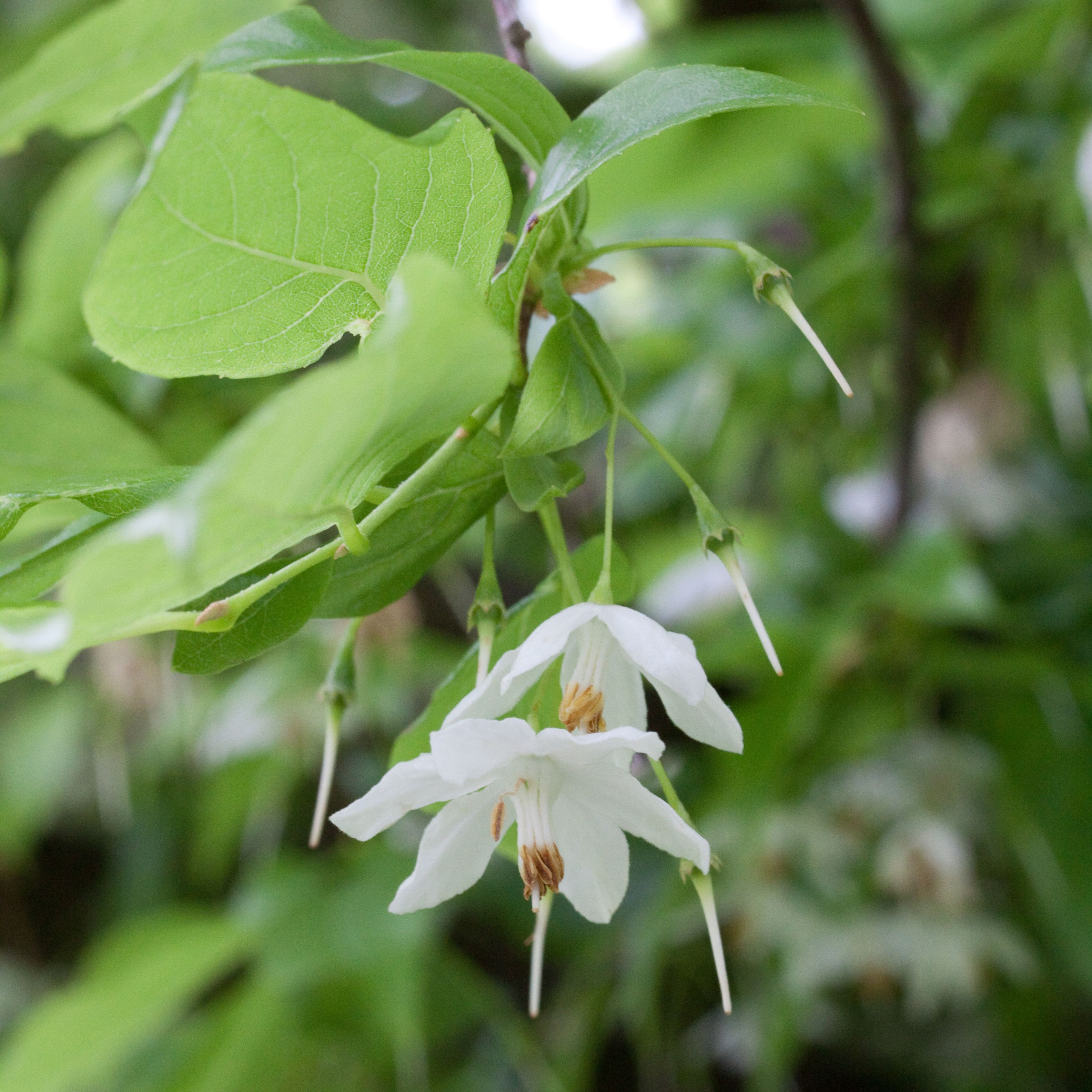
Fleurs.
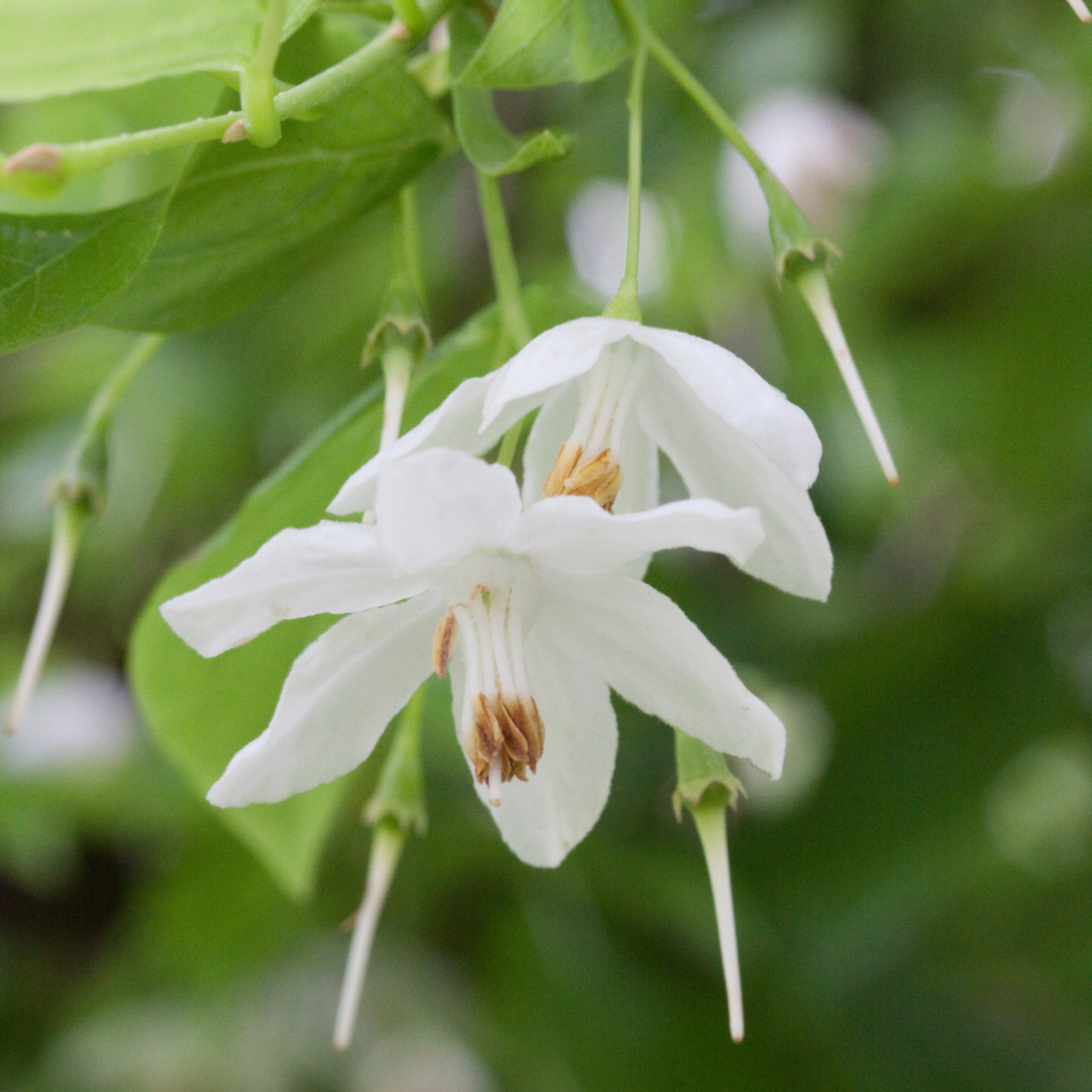
Fleurs.
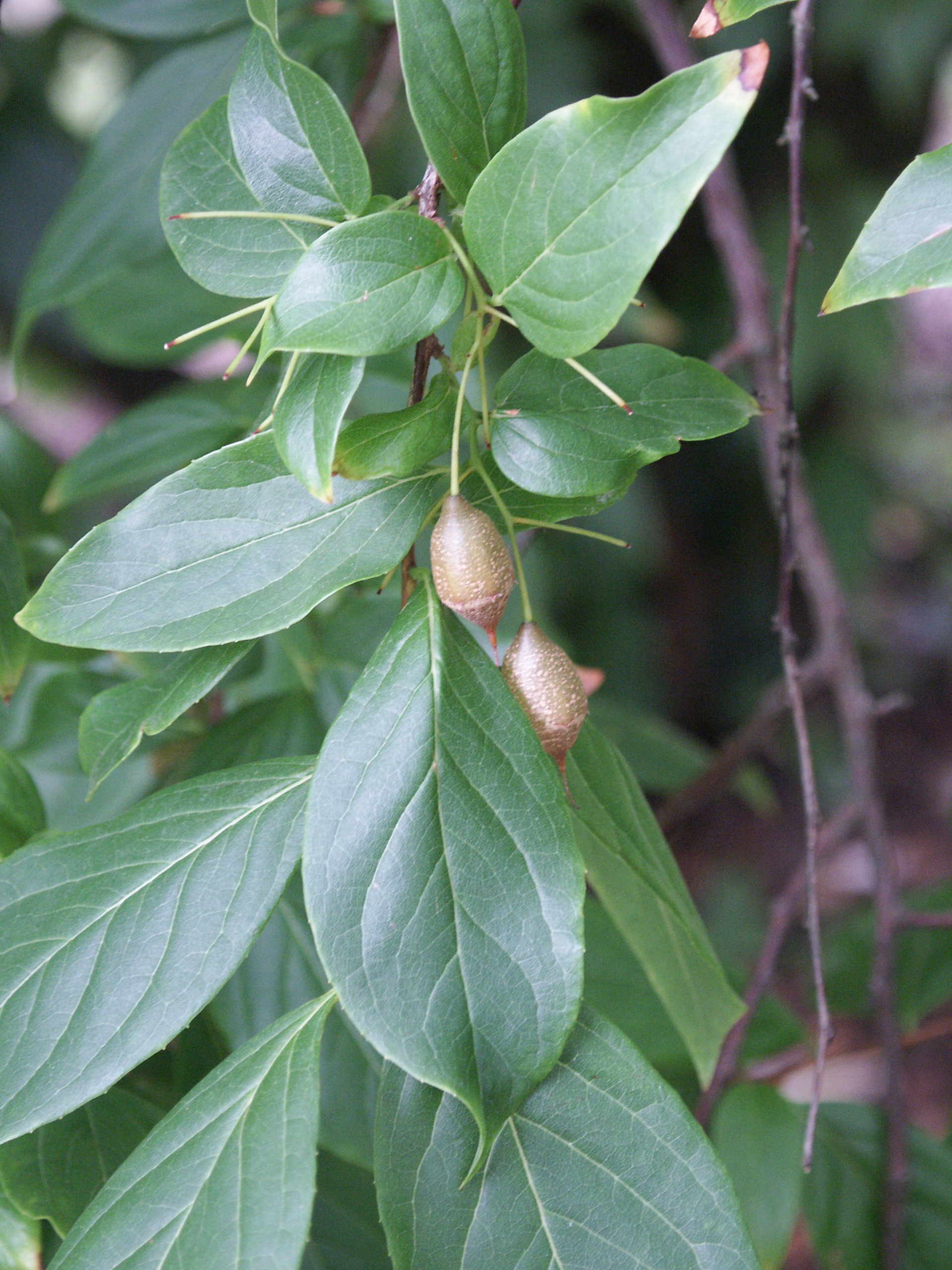
Fructification.
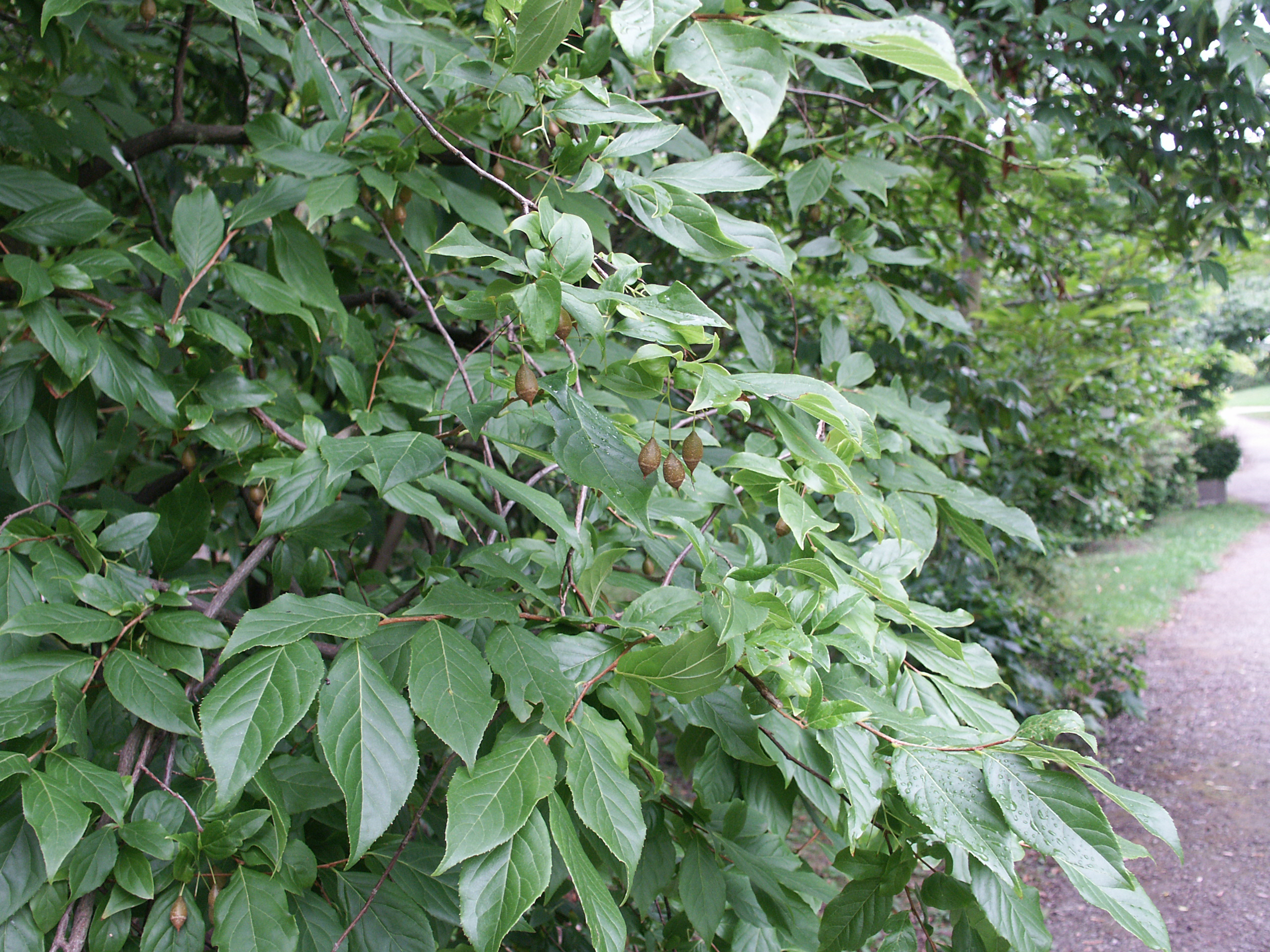
Fructification.